# 和田村 (山形県)
和田村（わだむら）は山形県東置賜郡にあった村。現在の高畠町の南半にあたる。

## 地理
- 山：一年峰、駒ヶ岳、豪士山

## 歴史
- 1889年（明治22年）4月1日 - 町村制の施行により、元和田村、上和田村、下和田村、馬頭村、佐沢村の区域をもって発足。
- 1954年（昭和29年）10月1日 - 高畠町、二井宿村、屋代村、亀岡村と合併して社郷町が発足。同日和田村廃止。